# エウレカ (小惑星)
エウレカ (5261 Eureka) は、火星の後方トロヤ点を巡る小惑星。デイビッド・レビーとヘンリー・E・ホルトがパロマー天文台で発見した。
アルキメデスが浮力の原理を発見した時に叫んだとされる、「見つけた!」または「わかった!」という意味のギリシア語の感嘆の言葉から名付けられた。
エウレカは火星のトロヤ群としては最初に発見された小惑星である。2010年代初頭現在、火星の後方トロヤ点には (101429) 1998 VF31と (311999) 2007 NS2を含めて3個が、前方トロヤ点（L4点）には (121514) 1999 UJ7が発見されている。